# 一様加群
抽象代数学において、加群は、任意の2つの0でない部分加群の共通部分が0でないときにユニフォーム加群 (uniform module) と呼ばれる。このことは M のすべての0でない部分加群が本質部分加群であると言っても同じである。環はそれ自身の上の右（左）加群としてユニフォームであるときに右（左）ユニフォーム環 (right (left) uniform ring) と呼ばれる。
Alfred Goldie はユニフォーム加群の概念を加群の次元のはかりかたを構成するために使った。今では加群のユニフォーム次元 (uniform dimension)（あるいは Goldie 次元 (Goldie dimension) として知られている。ユニフォーム次元はベクトル空間の次元の概念の側面をすべてではないがいくつか一般化する。有限ユニフォーム次元はどの環が半単純環において右整環(right order)であるかを特徴づけるゴルディーの定理を含むいくつかの定理のための鍵となる仮定だった。有限ユニフォーム次元の加群はアルティン加群とネーター加群の両方を一般化する。
文献によってはユニフォーム次元はまた単に加群の次元 (dimension of a module) あるいは加群のランク (rank of a module) とも呼ばれる。ユニフォーム次元はこれも Goldie によるが関連した概念である加群の被約ランクと混同してはならない。

## ユニフォーム加群の性質と例
ユニフォーム加群であることは通常直積や商加群で保存されない。2つの0でないユニフォーム加群の直和はつねに共通部分が0の2つの部分加群すなわち2つのもともとの成分加群を含む。N1 と N2 がユニフォーム加群 M の真の部分加群でありどちらの部分加群も他方を含まなければ、{\displaystyle M/(N_{1}\cap N_{2})} はユニフォーム加群でない、なぜならば
{\displaystyle N_{1}/(N_{1}\cap N_{2})\cap N_{2}/(N_{1}\cap N_{2})=\{0\}.}
単列加群はユニフォーム加群であり、ユニフォーム加群は直既約である必要がある。任意の可換整域はユニフォーム環である、なぜならば a と b が2つのイデアルの0でない元であれば、積 ab はイデアルの共通部分の0でない元であるからだ。

## 加群のユニフォーム次元
次の定理によって加群の次元をユニフォーム部分加群を使って定義することができる。それはベクトル空間の定理の加群版である。
定理： Ui と  Vj が加群 M のユニフォーム部分加群の有限個の集まりの元であって {\displaystyle \oplus _{i=1}^{n}U_{i}} と {\displaystyle \oplus _{i=1}^{m}V_{i}} がともに M の本質部分加群であれば、n = m である。
加群 M のユニフォーム次元 (uniform dimension) は、u.dim(M) と表記されるが、次のようなとき n と定義される。ユニフォーム部分加群 Ui の有限集合が存在して {\displaystyle \oplus _{i=1}^{n}U_{i}} は M の本質部分加群である。先ほどの定理によってこの n が well defined であることが保証される。もし部分加群のそのような有限集合が存在しなければ、u.dim(M) は ∞ と定義される。環のユニフォーム次元を話すときには、u.dim(RR) と u.dim(RR) のどちらがはかられているのかを明確にする必要がある。環のユニフォーム次元が左右で異なることはあり得る（下記参照）。
N が M の部分加群であれば、u.dim(N) ≤  u.dim(M) であり、等号が成立するのはちょうど N が M の本質部分加群であるときである。とくに、M とその移入包絡 E(M) はつねに同じユニフォーム次元をもつ。次のこともまた正しい。u.dim(M) = n であることと E(M) は n 個の直既約移入加群の直和であることは同値である。
u.dim(M) = ∞ と M が 0 でない部分加群の無限直和を含むことが同値であることを示すことができる。したがって M がネーターあるいはアルティンであれば、M のユニフォーム次元は有限である。M が有限の組成長 k をもてば、u.dim(M) ≤  k であり、等号成立はちょうど M が半単純加群のときである(Lam 1999)。
標準的な結果は右ネーター整域は右オール整域 (Ore domain) であるというものである。実は、この結果を Goldie による別の定理から導くことができる。その定理は、以下の3つの条件が整域 D に対して同値であるというものである。
- D は右オール
- u.dim(DD) = 1
- u.dim(DD) < ∞

## 環のユニフォーム次元
R を関係 yx = y2 = 0 をもった元 x と y で生成される Z-代数とすると、これは左ネーター環だが右ネーター環でない（ネーター環#例参照。）したがって上述の性質から u.dim RR < ∞ である一方、
{\displaystyle R\supset \mathbb {Z} y\oplus \mathbb {Z} xy\oplus \mathbb {Z} x^{2}y\oplus \dotsb }
であるから R は 0 でない部分右加群の無限直和を含み u.dim RR = ∞ である。

## ホロー加群とコユニフォーム次元
ユニフォーム加群の双対概念はホロー加群 (hollow module) の概念である。加群 M を次のときホロー (hollow) という。N1 と N2 が M の部分加群であって {\displaystyle N_{1}+N_{2}=M} であれば、N1 = M であるかまたは N2 = M である。同値なことだが、M のすべての真の部分加群は余剰部分加群であるということもできる。
これらの加群によってまたユニフォーム次元の類似物、コユニフォーム次元 (co-uniform dimension)、コランク、余階数 (corank)、ホロー次元 (hollow dimension)、双対 Goldie 次元 (dual Goldie dimension) と呼ばれるものが考えられる。ホロー加群とコユニフォーム次元の研究は (Fleury 1974), (Reiter 1981), (Takeuchi 1976), (Varadarajan 1979), (Miyashita 1966) において行われた。読者は Fleury は Goldie 次元を双対化する異なる方法を研究したことに注意すべきである。ホロー次元の Varadarajan, Takeuchi, Reiter のバージョンはほぼ間違いなくより自然なものだ。Grzeszczuk と Puczylowski は (Grzeszczuk & Puczylowski 1984) において加群のホロー次元が部分加群の双対格子のユニフォーム次元であるようなモジュラー束に対するユニフォーム次元の定義を与えた。
有限余生成加群は常に有限ユニフォーム次元をもつ。これから問題が生じる。有限生成加群は有限ホロー次元をもつだろうか？答えは否定的であることがわかる。(Sarath & Varadarajan 1979) において加群 M が有限ホロー次元をもっていれば M/J(M) は半単純アルティン加群であることが示された。R/J(R) が半単純アルティンでないような単位的環はたくさん存在し、そのような環 R が与えられれば、R 自身は有限生成だがホロー次元は無限である。
Sarath と Varadarajan はその後 M/J(M) が半単純アルティンであることはまた J(M) が M の余剰部分加群であれば M が有限ホロー次元をもつために十分であることを示した。ホロー次元が左あるいは右 R-加群として有限な環 R はちょうど半局所環であるということをこのことは示している。
Varadarajan の結果のさらなる系は RR はちょうど RR が有限ホロー次元をもつときに有限ホロー次元をもつということである。これは有限ユニフォーム次元のケースとは対照的である。環が一方の側で有限ユニフォーム次元をもつがもう一方では無限ユニフォーム次元をもつことがあるからだ。

## 教科書
- Lam, Tsit-Yuen (1999), Lectures on modules and rings, Graduate Texts in Mathematics No. 189, Berlin, New York: Springer-Verlag, ISBN 978-0-387-98428-5, MR1653294

## 一次情報源
- Fleury, Patrick (1974), “A note on dualizing Goldie dimension”, Canadian Mathematical Bulletin 17:  511–517, doi:10.4153/cmb-1974-090-0

- Goldie, A. W. (1958), “The structure of prime rings under ascending chain conditions”, Proc. London Math. Soc. (3) 8:  589–608, ISSN 0024-6115, MR0103206, (21 \#1988)

- Goldie, A. W. (1960), “Semi-prime rings with maximum condition”, Proc. London Math. Soc. (3) 10:  201–220, ISSN 0024-6115, MRMR0111766, (22 \#2627)

- Grezeszcuk, P; Puczylowski,E (1984), “On Goldie and dual Goldie dimension,”, Journal of Pure and Applied Algebra 31:  47–55, doi:10.1016/0022-4049(84)90075-6

- Hanna, A.; Shamsuddin, A. (1984), “Duality in the category of modules. Applications,”, Algebra Berichte 49 (Verlag Reinhard Fischer, Munchen)

- Miyashita, Y. (1966), “Quasi-projective modules, perfect modules, and a theorem for modular lattices”, J. Fac. Sci. Hokkaido Ser. I (contd. as Hokkaido Journal of Mathematics) 19:  86–110, MR0213390, (35 \#4254)

- Reiter, E. (1981), “A dual to the Goldie ascending chain condition on direct sums of submodules”, Bull. Calcutta Math. Soc. 73:  55–63

- Sarath B.; Varadarajan, K. (1979), “Dual Goldie dimension II”, Communications in Algebra 7 (17):  1885–1899, doi:10.1080/00927877908822434

- Takeuchi, T. (1976), “On cofinite-dimensional modules.”, Hokkaido Journal of Mathematics 5 (1):  1–43, doi:10.14492/hokmj/1381758746, ISSN 0385-4035, MR0213390, (35 \#4254)

- Varadarajan, K. (1979), “Dual Goldie dimension”, Comm. Algebra 7 (6):  565–610, doi:10.1080/00927877908822364, ISSN 0092-7872, MRMR524269, (80d:16014)